# رود کیرزاچ
رود کیرزاچ (انگلیسی: Kirzhach) یک رودخانه در استان مسکو کشور روسیه است..